# Mužeška
Mužeška (en serbe cyrillique : Мужешка; en albanais : Muzheçku) est un village de l'est du Monténégro, dans la municipalité de Podgorica.

## Démographie

### Évolution historique de la population
| 1948 | 1953 | 1961 | 1971 | 1981 | 1991 | 2003 |
| ---- | ---- | ---- | ---- | ---- | ---- | ---- |
| 65   | 53   | 84   | 95   | 100  | 33   | 15   |